# Yellow Springs
Yellow Springs és una població dels Estats Units a l'estat d'Ohio. És la seu del Antioch College i de la Universitat Midwest Antioch. Segons el cens del 2000 tenia 3.761 habitants.

## Demografia
Segons el cens del 2000, Yellow Springs tenia 3.761 habitants, 1.587 habitatges, i 896 famílies. La densitat de població era de 764,3 habitants/km².
Dels 1.587 habitatges en un 24,8% hi vivien nens de menys de 18 anys, en un 40,4% hi vivien parelles casades, en un 13,2% dones solteres, i en un 43,5% no eren unitats familiars. En el 35,9% dels habitatges hi vivien persones soles el 10,4% de les quals corresponia a persones de 65 anys o més que vivien soles. El nombre mitjà de persones vivint en cada habitatge era de 2,11 i el nombre mitjà de persones que vivien en cada família era de 2,73.
Per edats la població es repartia de la següent manera: un 18,4% tenia menys de 18 anys, un 14,1% entre 18 i 24, un 23,5% entre 25 i 44, un 27,2% de 45 a 60 i un 16,8% 65 anys o més.
L'edat mediana era de 41 anys. Per cada 100 dones de 18 o més anys hi havia 73,1 homes.
La renda mediana per habitatge era de 51.984 $ i la renda mediana per família de 67.857 $. Els homes tenien una renda mediana de 41.875 $ mentre que les dones 37.744 $. La renda per capita de la població era de 27.062 $. Aproximadament el 7,3% de les famílies i el 7% de la població estaven per davall del llindar de pobresa.

## Poblacions més properes
El següent diagrama mostra les poblacions més properes.